# 菲克夫勒尔-埃坎维尔
菲克夫勒尔-埃坎维尔（法語：Fiquefleur-Équainville，法語發音：[fikflœʁ ekɛ̃vil]）是法国厄尔省的一个市镇，位于该省西北部，属于贝尔奈区。该市镇于1844年由原市镇菲克夫勒尔（Fiquefleur）和埃坎维尔（Équainville）合并而成。

## 地理
菲克夫勒尔-埃坎维尔（49°23'27"N, 0°18'39"E）面积9.8 平方千米，位于法国诺曼底大区厄尔省，该省份为法国北部内陆省份，北起滨海塞纳省，西接奧恩省和卡爾瓦多斯省，南至厄尔-卢瓦省，东临瓦兹省、瓦兹河谷省和伊夫林省。
与菲克夫勒尔-埃坎维尔接壤的市镇（或旧市镇、城区）包括：阿布隆、法图维尔格雷斯坦、马讷维尔拉拉乌勒。
菲克夫勒尔-埃坎维尔的时区为UTC+01:00、UTC+02:00（夏令时）。

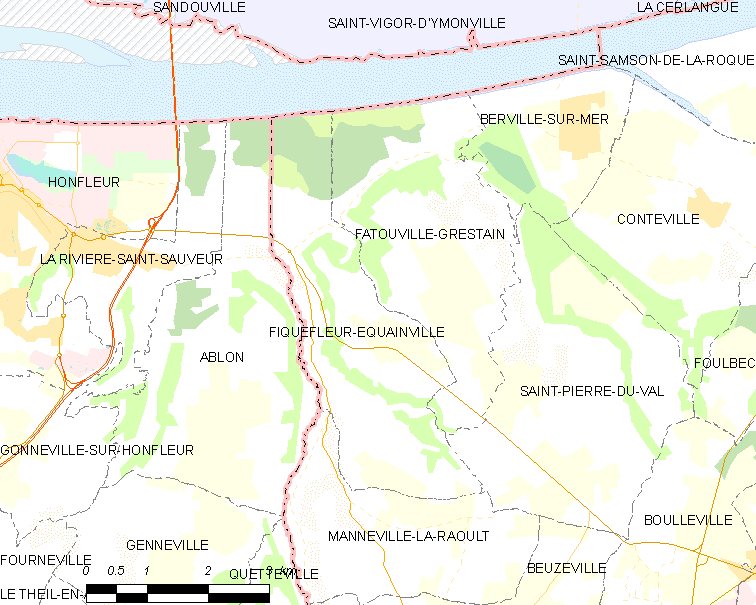
菲克夫勒尔-埃坎维尔的OSM定位图

## 行政
菲克夫勒尔-埃坎维尔的邮政编码为27210，INSEE市镇编码为27243。

## 政治
菲克夫勒尔-埃坎维尔所属的省级选区为伯兹维尔县。

## 人口

1962-2008年间菲克夫勒尔-埃坎维尔人口变化图示

菲克夫勒尔-埃坎维尔于2022年1月1日时的人口数量为743人。